# Aracati
Aracati is een gemeente in de Braziliaanse deelstaat Ceará. De gemeente telt 69.616 inwoners (schatting 2009).

## Geografie

### Hydrografie
De stad ligt aan de rivier de Jaguaribe en de gemeente grenst aan de Atlantische Oceaan.

### Aangrenzende gemeenten
De gemeente grenst aan Beberibe, Fortim, Icapuí, Itaiçaba, Jaguaruana, Palhano, Baraúna (RN), Mossoró (RN) en Tibau (RN).